# Lelya
Lelya là một chi thực vật có hoa trong họ Thiến thảo (Rubiaceae).

## Loài
Chi Lelya gồm các loài: